# شهرستان نارین (ازبکستان)
ناحیهٔ نارین (به ازبکی: Norin tumani، نارین تومنی) یک ناحیه در ازبکستان است که در ولایت نمنگان واقع شده‌است. ناحیه نارین ۲٬۰۷۱ کیلومتر مربع مساحت و ۱۱۸٬۳۰۰ نفر جمعیت دارد.